# Chartreuse de Campen
La chartreuse de Saint-Martin (en néerlandais : Sint-Maartensklooster), ou chartreuse du Mont-du-Soleil (De Zonneberg Bij Kampen), est une chartreuse disparue des Pays-Bas située à Kampen, province de Overijssel. Fondée à la fin du XVe siècle, elle a été abandonnée à la fin du XVIe siècle.

## Histoire
Préparée dès 1477, la fondation de la chartreuse de Campen est réalisée en 1485 sous la direction du recteur Wermbold de Leyde, prieur de la chartreuse d’Utrecht, avec l’aide de deux moines, l’un d’Utrecht, l’autre de Gand. L’incorporation à l'ordre des chartreux n’a lieu qu’en 1494.  Le monastère possède plusieurs terres et possessions dans le Land van Vollenhove (nl) (Salland) ; dans le Veluwe (province de Gueldre) et dans les provinces de Groningue et Utrecht. L'une des fermes du monastère est Erve Scholpenoirt (nl) dans le polder de Onderdijkse Waard (nl)). La maison reste toujours pauvre en biens et en moines.
En 1515, il est même question de répartir la petite communauté dans les autres maisons de la province de Teutonie ; les cartes de 1556 à 1569 du chapitre général fait souvent état de ces problèmes. 
En 1572, pendant la guerre de Quatre-Vingts Ans, Guillaume IV van den Bergh, s’empare de la maison  pour le prince d’Orange. Depuis cette date il n’y a plus d’espoir de rétablissement. 
En 1578, les moines doivent la quitter définitivement, après le siège de Kampen (1578) par le comte de Rennenberg, George de Lalaing. Les revenus du monastère provenant des terres et du bail sont donnés à Kampen en 1580, par Matthias Ier, pour la restauration des fortifications après le siège de la ville. Le monastère est démoli en 1581 et les pierres sont réutilisées pour élever l'ancienne porte (Kalverhekkenpoort (nl)). Les archives du monastère doivent encore être répertoriées et se trouvent dans les archives de la ville de Kampen.

## Prieurs
Le prieur est le supérieur d'une chartreuse, élu par ses comprofès ou désigné par les supérieurs majeurs. 
- Warinbold, venant de la chartreuse d'Utrecht, premier recteur.
- 1504-1513 : Henri Ellini.
- 1525-1540 : Volpard.
- Lambert de Bryenem (†1568)
- 1568-1574: Corneille de Groote.
- ~1579 : Alexandre Palinck (†1579);